# Tselemti
Tselemti est un des 36 woredas de la région du Tigré.